# Scorpaena pepo
Scorpaena pepo behoort tot het geslacht Scorpaena van de familie van schorpioenvissen. Deze soort komt voor in het noordwesten van de Grote Oceaan met name Taiwan. De soort leeft op diepten tot 200 m en kan een lengte bereiken van 24,5 cm.